# Шпилька

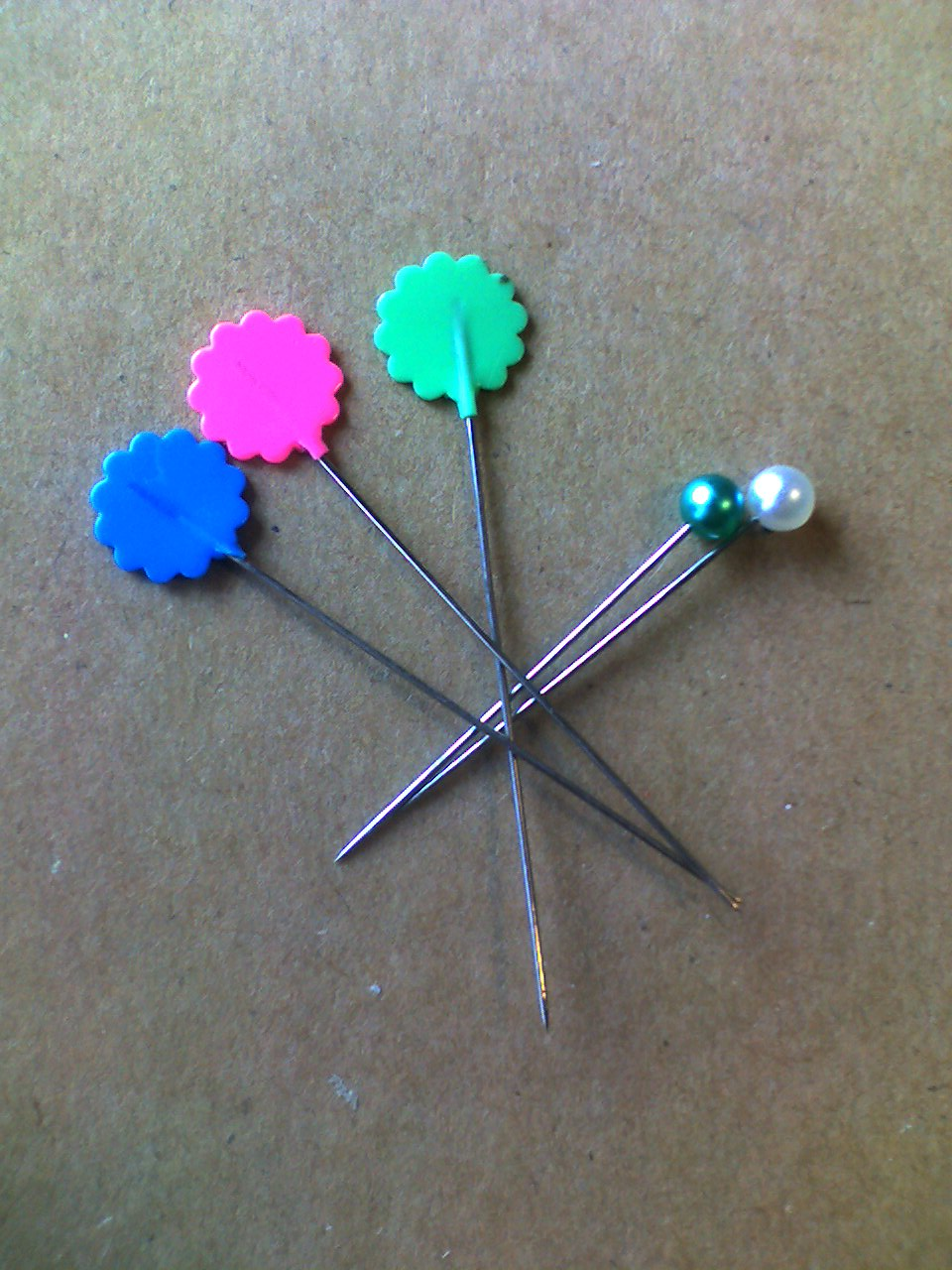
Шпильки

Шпи́лька (пол. szpilka < сер.-в.-нім. spille), рідко була́вка — пристрій, що використовується для кріплення предметів або речей разом. Являє собою голку з тупою або кулястою головкою на одному кінці. Шпильки, як правило, зроблені із сталі, міді або латуні. Шпильки виготовляють шляхом розтягування тонкого дроту, заточення вістря і додавання голівки. Деякі шпильки схожі на цвяшки, але тонші і довші.

## Історія
Шумери використовували шпильки, виготовлені з кістки і заліза, для сколювання тканин ще в III тис. до н. е.

## Види
- Французька шпилька — голка з головкою
- Англійська шпилька — застібка із замочком
- Шпилька для волосся — предмет для заколювання волосся в зачісці у вигляді дротяної петельки або двозубчастої вилочки
- Шпилька для краватки — традиційна чоловіча ювелірна прикраса, призначена для кріплення шийної хустки до сорочки, була в моді переважно в XIX — початку ХХ століття.
- Шпилька для капелюха — шпилька з декоративною головкою, що служить для кріплення капелюшка до волосся або декоративних елементів (стрічок, квітів) до капелюшка.
- Канцелярська кнопка — шпилька, призначена для кріплення чого-небудь (найчастіше паперу або тканини) до твердої поверхні, яку можна проткнути. Має невелику довжину і об'ємне або широке плоске навершя.
- Ентомологічна шпилька — спеціальні голки, що застосовуються для прикріплення комах в ентомологічних колекціях.

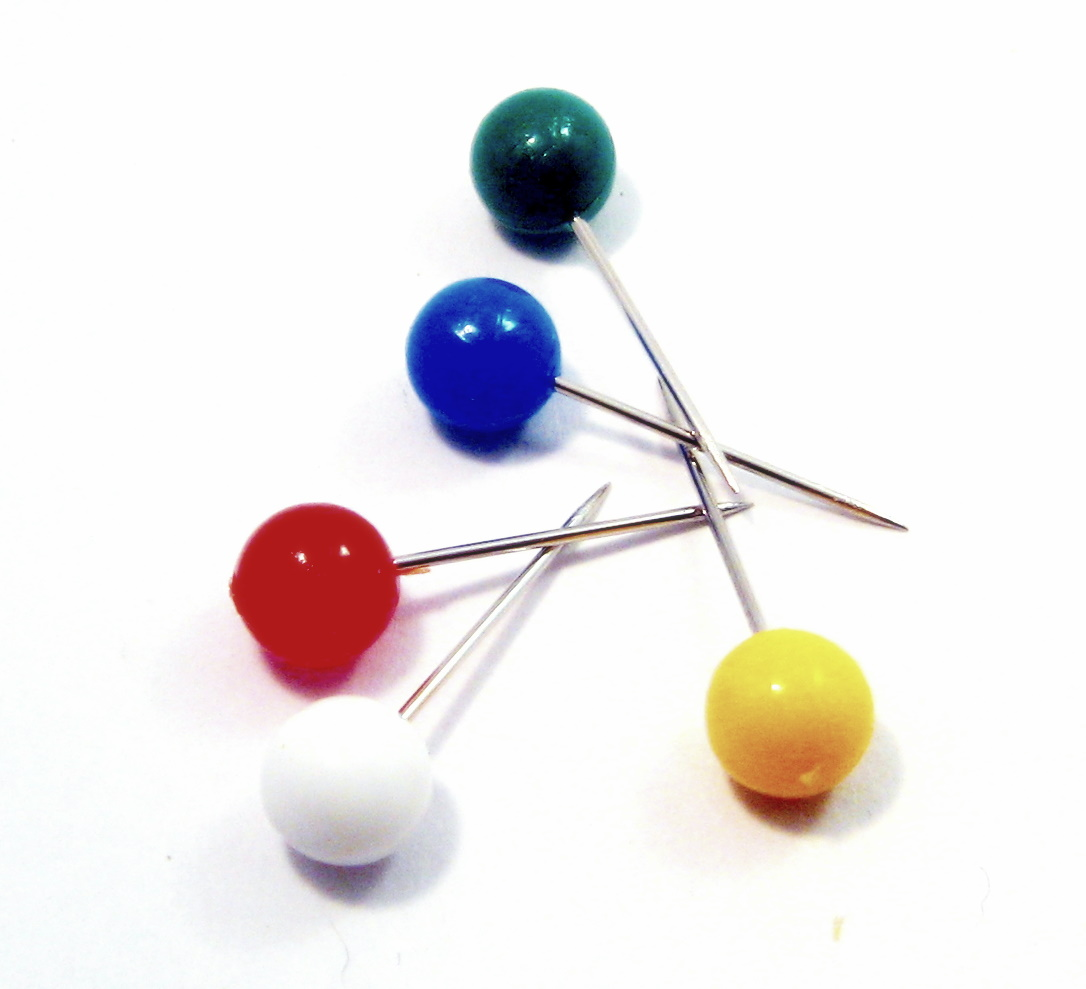
Шпильки з кольоровим навершям
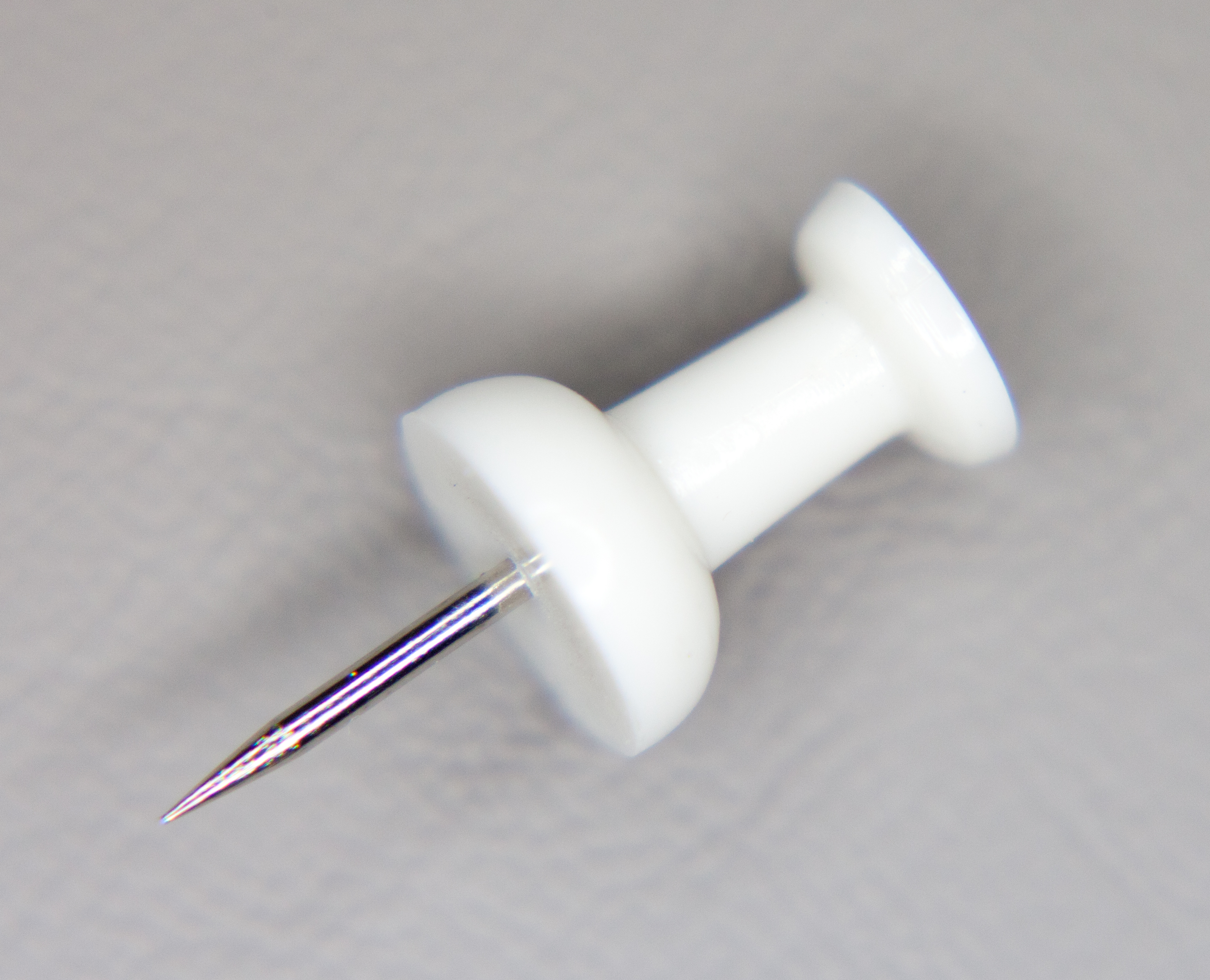
Біла канцелярська кнопка
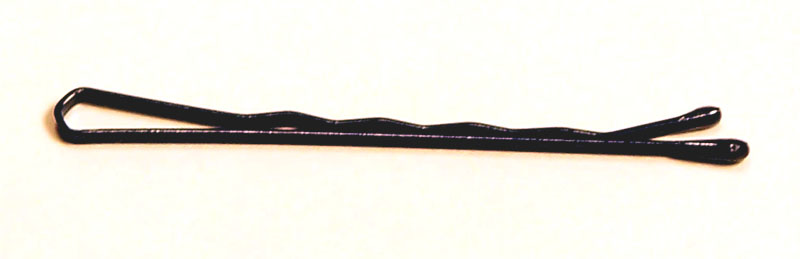
Шпилька-«невидимка» для волосся
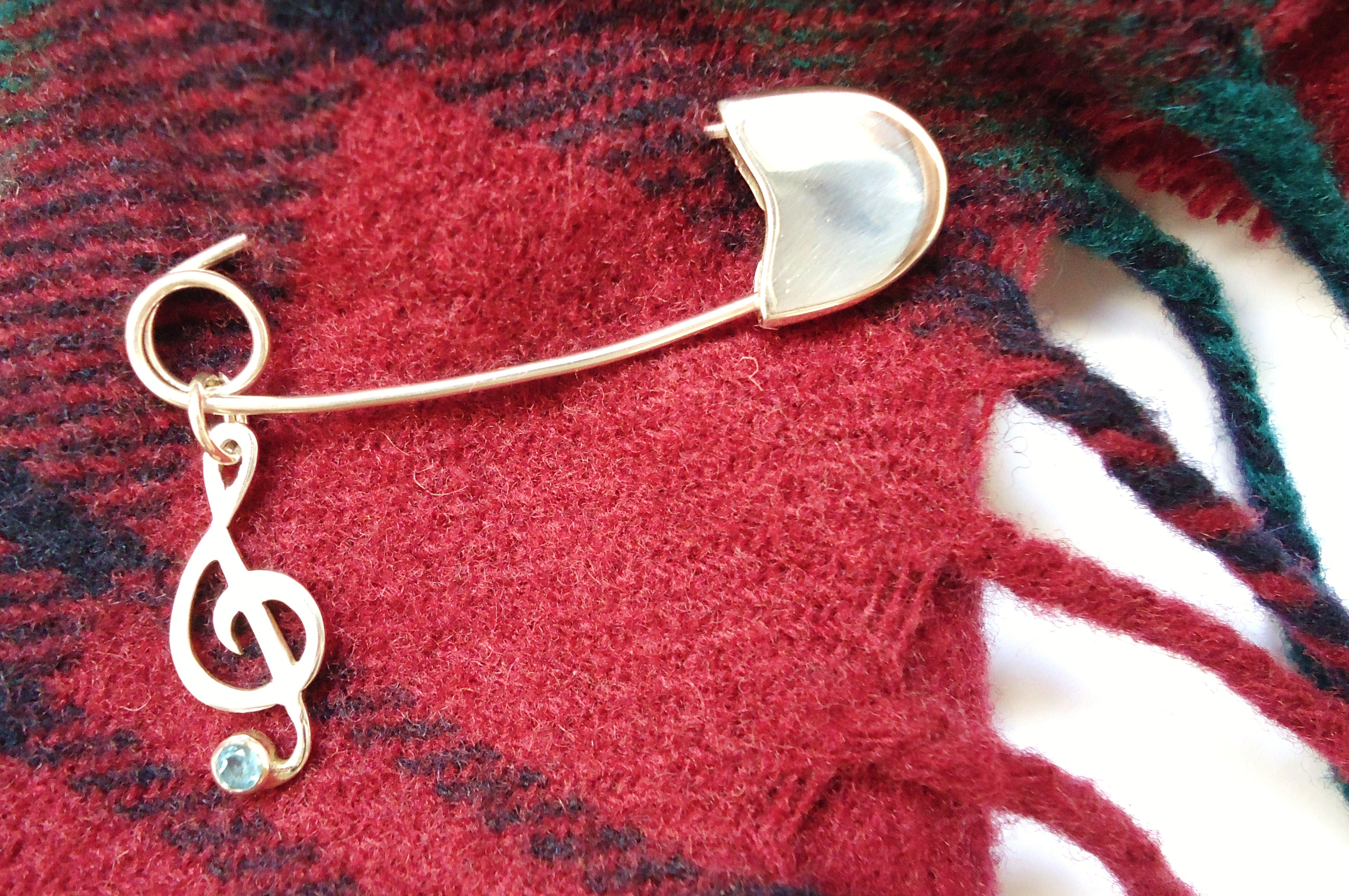
Срібна англійська шпилька з підвіском у вигляді скрипкового ключа
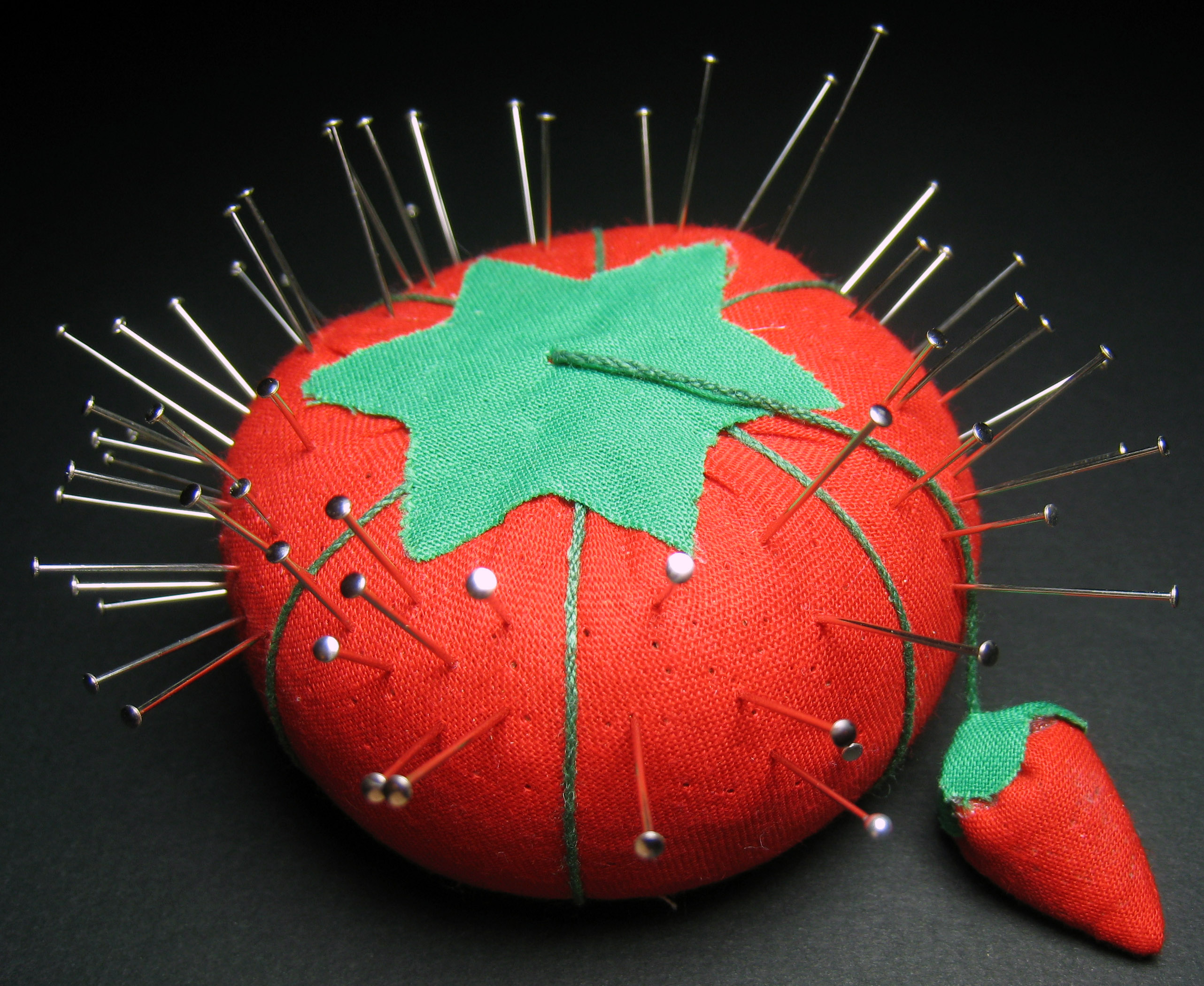
Подушечка-голківниця з кравецькими шпильками

## Мовні звороти
- Підпускати шпильку — говорити ущипливі слова[3]
- Пускати шпильку — робити ущипливе, єхидне зауваження кому-небудь[4]
- Як на шпильках сидіти — хвилюватися, виявляючи неспокій, нетерпіння[1]
- Як на шпильки посадити — заставити хвилюватися, відчувати тривогу[1]

## Інше
- «Шпильки[pl]» (пол. Szpilki) — польський сатиричний тижневик (1935—1994)
- «Шпилька» — розмовна назва дуже тонких підборів